# 大烏基區

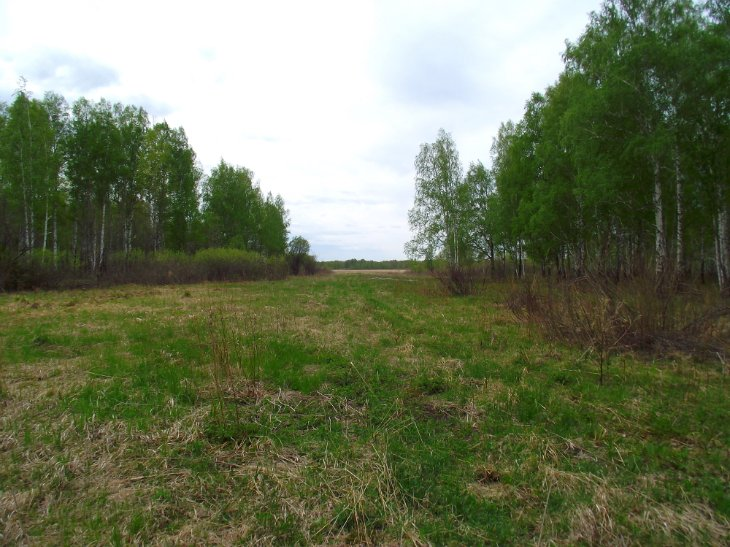

56°56′N 72°40′E / 56.933°N 72.667°E
大烏基區（俄语：Большеуковский район），是俄羅斯的一個區，位於該國西南部，由鄂木斯克州負責管轄，面積9,500平方公里，2010年人口8,174，人口密度每平方公里0.86人。